# Bugaku
Il Bugaku è una danza tradizionale giapponese importata dalla Cina e da altri paesi del continente asiatico principalmente intorno al VI-VII sec.; è strettamente connessa alla musica di corte Gagaku.

## Storia

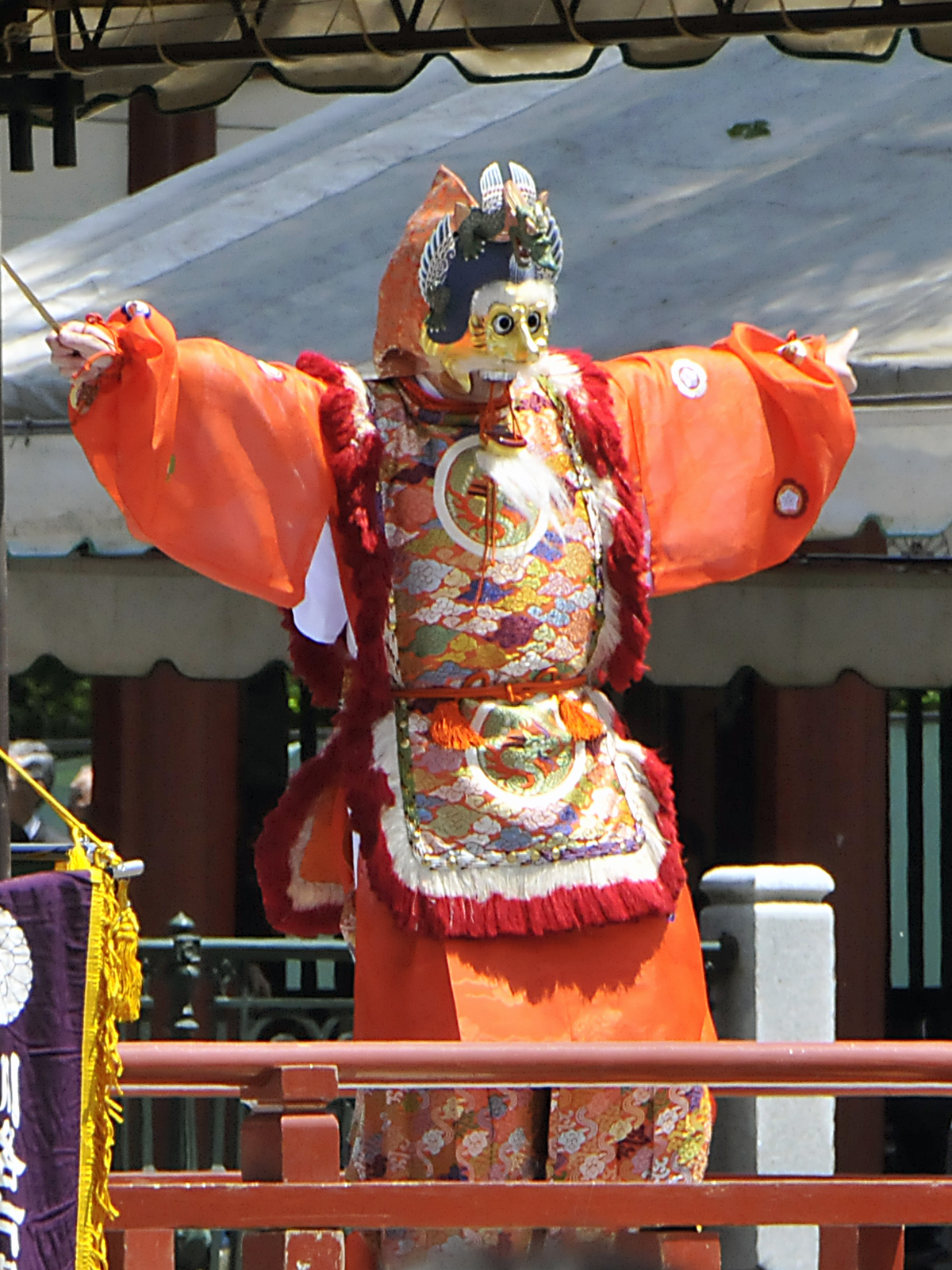
Danzatore con costume e maschera.

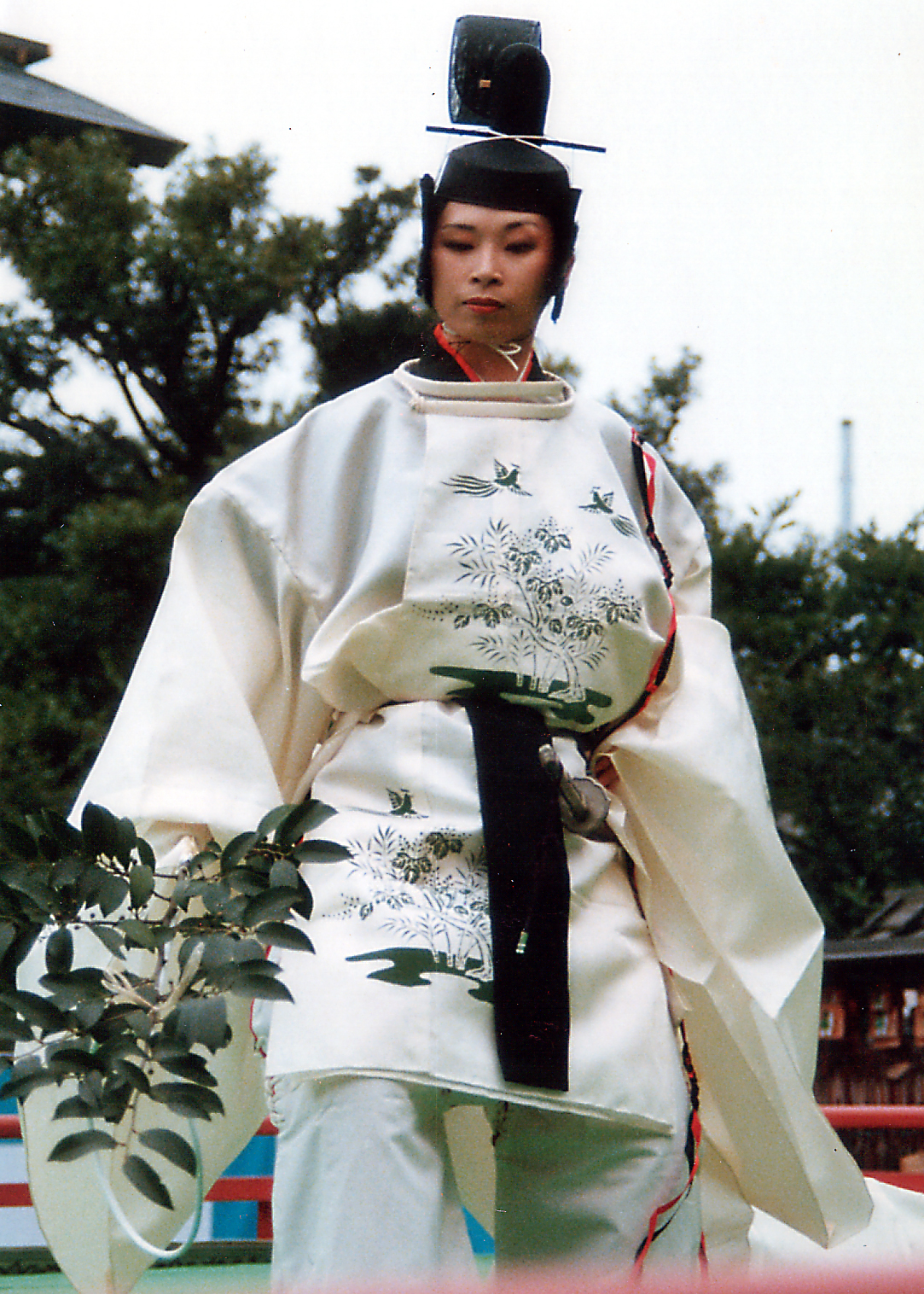
Ninchō, l'officiante che dirige la cerimonia.

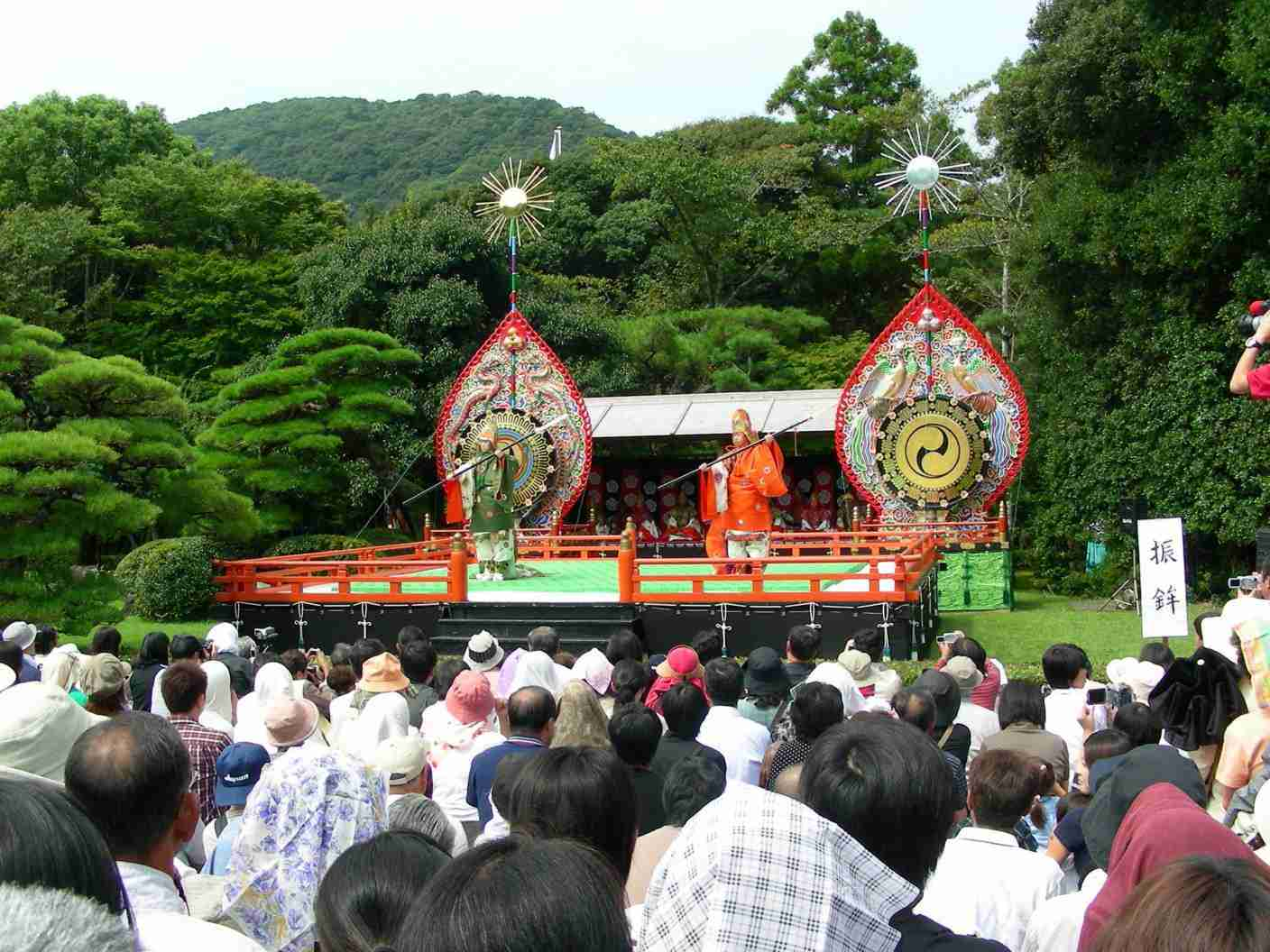
Esibizione pubblica di bugaku

Nel settimo secolo dopo Cristo, quando la cultura buddhista raggiunse il suo culmine in Giappone, arrivarono con essa numerosi balli e canti. Questi contribuirono alla creazione del  Bugaku, che  però incorporò aspetti della religione Shinto. Tali influenze, col passare del tempo, si sono armonizzate completamente.
Il Bugaku fu accolto presso la corte imperiale fin dall'VIII secolo, quando divenne parte integrante di tutte le cerimonie. La sua tradizione si è mantenuta fino ai giorni nostri; fino alla seconda guerra mondiale esso rimase però sostanzialmente ignoto alle classi subalterne, mentre in seguito fu divulgato prima al pubblico giapponese e, dal 1959, anche all'estero.

## Descrizione
La danza è caratterizzata da suoi movimenti lenti e solenni. I costumi utilizzati sono sfarzosi, complessi ed ornati da ricami, e in molti casi i danzatori indossano maschere. La musica e i movimenti della danza sono ciclici e si ripetono nel tempo. Il Bugaku si pratica su una piattaforma quadrata, solitamente di cinque metri e mezzo di lato.
Gerald Jonas, nel suo libro del 2008 Dancing: The pleasure power and art of movement spiega che "alcune danze bugaku ritraggono leggendarie battaglie, altre ripropongono incontri con personaggi divini o animali fantastici come la fenice; una famosa danza vede, ad esempio, due dragoni scherzare tra loro" (p. 102).
Nel libro l'autore esamina anche l'antico manuale di istruzioni nel quale sono descritti in dettaglio i movimenti e le posture che gli esecutori debbono adottare.
Un esempio significativo delle vicende leggendarie rappresentate con la danza è quello nel quale Amaterasu, la dea del sole, si nasconde in una grotta perché ferita dall'inaccettabile comportamento del fratello Susanoo, gettando in tal modo il mondo nell'oscurità. Vicino all'ingresso della caverna la dea Ama-no-Uzume inizia a danzare con un mastello in mano, attirando così l'attenzione degli altri dei. Ame-no-Uzume, che già era mezza nuda, continua a perdere i propri vestiti mentre balla. Amaterasu non può evitare di uscire dalla grotta sentendo gli dèi ridere, ed il mondo recupera così la luce del sole. La storia proviene dalla mitologia Shinto e si potrebbe considerare come la rappresentazione mitica della comparsa di musica e della danza in Giappone, arti delle quali la dea Ame-no-uzume è considerata la patrona.
Il Gagaku è la musica di corte giapponese e viene eseguita anche per accompagnare il Bugaku. Tadamaro Ono è attualmente il musicista del palazzo imperiale giapponese, e i suoi antenati avrebbero prestato servizio a corte per circa milleduecento anni. È il trentanovesimo della sua stirpe.
Il Gagaku/bugaku costituisce la più antica forma di musica/danza di corte tuttora praticata nel mondo. Altre tradizioni analoghe, incluse quelle che influenzarono gagaku e bugaku, si sono invece perdute. 
Con l'ingresso della cultura moderna in Giappone si potrebbe rimanere sorpresi dalla persistenza di tradizioni tanto antiche ma va tenuto conto che, tra le caratteristiche della cultura giapponese, c'è proprio la sinergia tra passato e presente. I giapponesi infatti, pur accettando nuove forme di cultura, tendono però a mantenere sempre in vita la loro più antiche tradizioni.